# Wilhelm Fischer (Bergmeister)
Wilhelm Fischer (* 29. August 1796 in Wurzen; † 11. November 1884 in Dresden) war ein sächsischer Bergmeister.

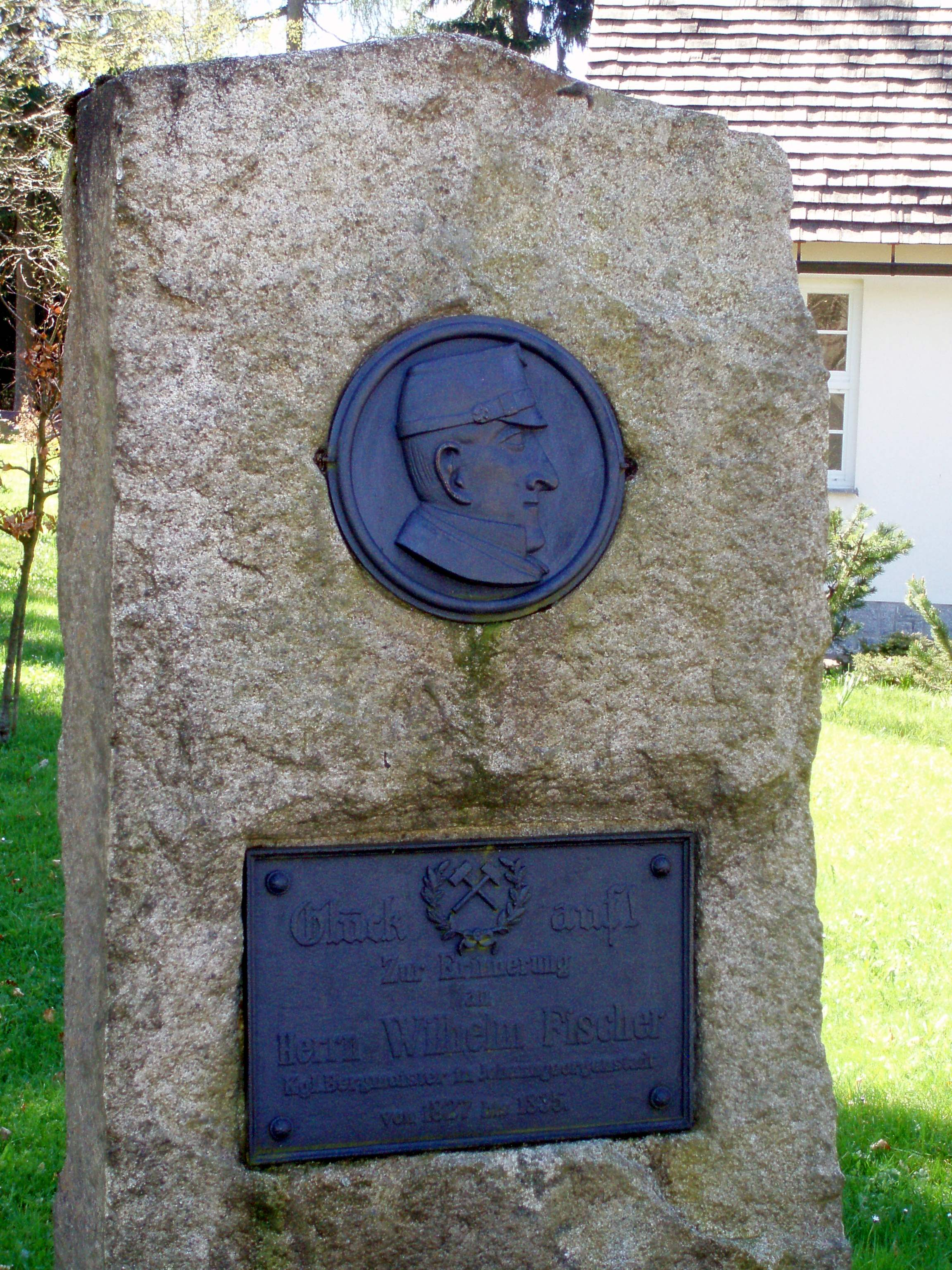
Fischer-Gedenkstein in Johanngeorgenstadt

## Leben
Fischer wurde 1813 an der Bergakademie Freiberg immatrikuliert. Nach Abschluss des Studiums trat er als Bergbeamter in den sächsischen Staatsdienst. Zwischen 1822 und 1823 war Fischer Assessor bei den Bergämtern in Annaberg und Scheibenberg im Erzgebirge.
Als Bergmeister und Zehntner wirkte Fischer seit 1826 in Altenberg und wechselte 1827 zum Bergamt Johanngeorgenstadt, wo er bis 1834 ebenfalls die Bergmeisterfunktion innehatte. Zwischen 1835 und 1836 war Fischer als Bergmeister beim vereinigten Bergamt Marienberg mit Geyer und Ehrenfriedersdorf tätig. 
Am 30. November 1836 trat Fischer die Bergmeisterstelle in Freiberg an. Ab 1850 geriet Fischer in strafrechtliche Untersuchungen und wurde unter Anklage gestellt. Unmittelbar nach seinem Freispruch stellte er am 21. Februar 1855 wegen eines Gedächtnisschwunds den Antrag auf Pensionierung, die am 30. August 1855 erfolgte.
Fischer leistete in Johanngeorgenstadt wesentliche Vorbereitungen zum Zusammenschluss der verschiedenen Gewerkschaften im Fastenberg, der 1838 mit der Vereinigung zu einer Gewerkschaft Vereinigt Feld im Fastenberg dann realisiert wurde. Ferner befasste er sich in Johanngeorgenstadt mit technischen Versuchen und Innovationen, z. B. der Entwicklung einer Seil-Zerreissmaschine, sowie der Verbesserung bei der Aufbereitung und Verhüttung der Erze.
In Freiberg war er Gewerke der „Himmelfahrt Fundgrube“, der bedeutendsten Zeche im Revier.
Von 1857 bis 1859 war er einer der Direktoren des Gitterseer Steinkohlenbauvereins.
Wilhelm Fischer, der seit seiner Pensionierung in Dresden lebte, zeigte sich als Gönner seiner früheren Wirkungsstätte Johanngeorgenstadt. Mit einem Kapital von 300 Talern errichtete der frühere Bergmeister 1865 das Haldensluster Gestift, einer Stiftung, deren Zinseinnahmen der Unterstützung von Angehörigen verunglückter Bergleute dienen sollten. Auch nach dem Stadtbrand von 1867 unterstützte er großzügig die Stadt. Mit einer nachträglichen Stiftung 1877 sollte das Huthaus der kombinierten Hohneujahr und Unverhofft Glück Fundgrube (dort befindet sich jetzt der Pferdegöpel) aufgekauft werden und die Halde von Haldenslust zu einer Parkanlage umgestaltet werden. Allerdings reichte das gestiftete Geld nicht aus. Der Ausschuss des zuständigen Bergreviers entschied daher, lediglich einen Gedenkstein für Wilhelm Fischer zu errichten. Doch um dessen Aufstellung gab es – nicht zuletzt auch wegen der 1850 erfolgten Anklage gegen Fischer – langwierige Auseinandersetzungen. Erst 1906 erfolgte die Aufstellung des Steines unweit des Huthauses Treue Freundschaft, fernab des Ortszentrums von Johanngeorgenstadt. Erst nach dem 1930 erfolgten Tod des Betriebsdirektors Ernst Rudolf Poller, dem einstigen Gegner Fischers, wurde das Denkmal für Wilhelm Fischer auf der Haldensluster Halde umgesetzt. Die Kriegs- und Nachkriegsjahre überlebten das aus Bronze bestehende Medaillon mit dem Bildnis Fischers und die aus Gusseisen bestehende Schrifttafel nicht. Das Aktiv für Denkmalpflege im Kulturbund der DDR unter Leitung des Ortschronisten und späteren Ehrenbürgers Christian Teller veranlasste die Neuanfertigung beider Tafeln. Auf dem Platz des Bergmanns wurde der frisch restaurierte Gedenkstein am 20. Oktober 1985 enthüllt. Seine Umsetzung in das Lapidarium am Pferdegöpel erfolgte 1993 mit dessen Wiedererrichtung.

## Ehrungen

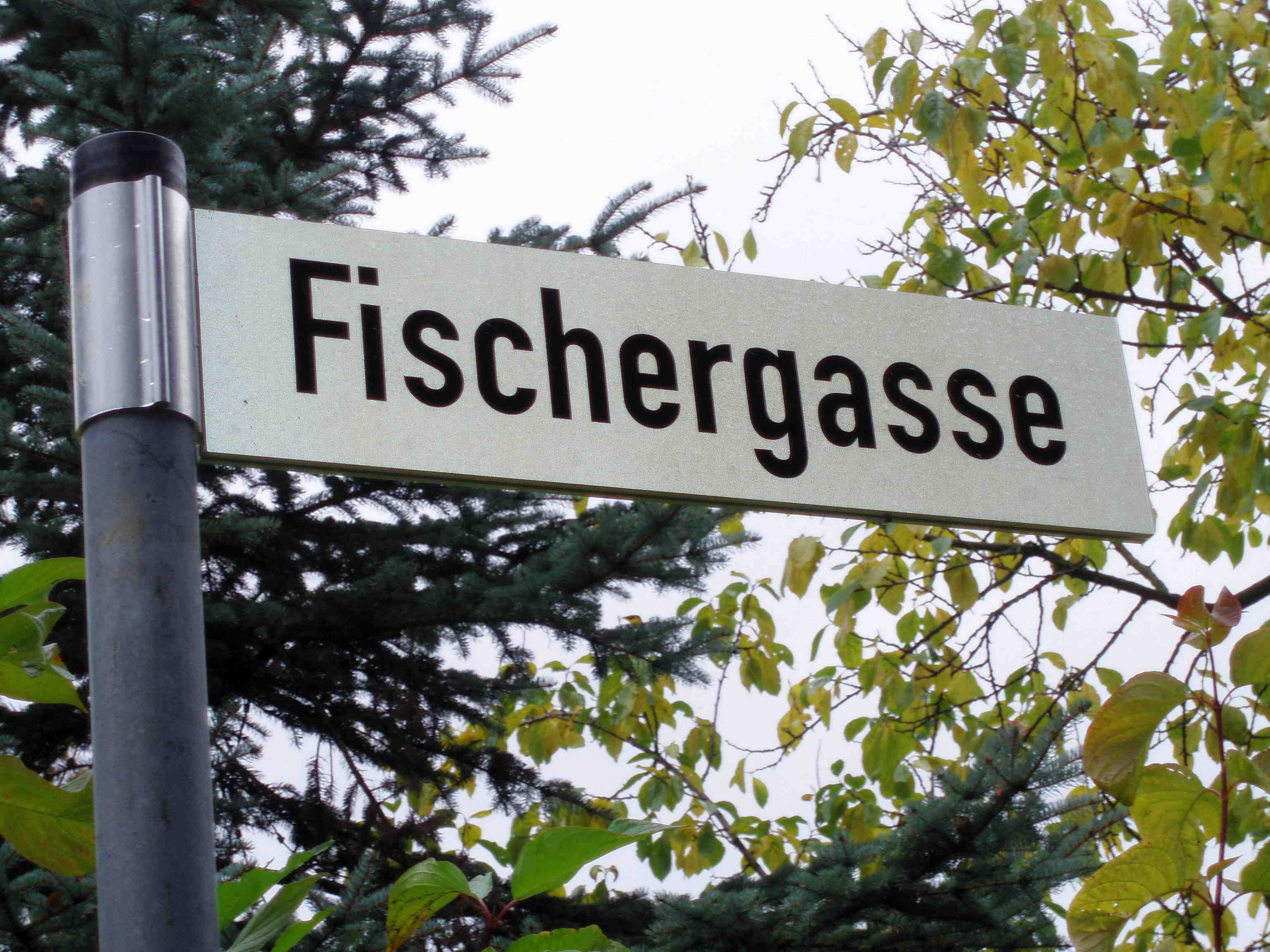
Fischergasse

Die Stadt Johanngeorgenstadt ernannte Wilhelm Fischer 14. April 1865 für seine Verdienste zum Ehrenbürger und errichtete ihm einen Gedenkstein. Eine Gasse in der Altstadt trägt ebenfalls seinen Namen. An ihr steht jedoch nach dem ab 1953 begonnenen Abriss des Stadtkerns heute nur ein neu gebautes Haus.
1873 wurde Wilhelm Fischer mit der Ehrenbürgerschaft von Wurzen geehrt.